# نواف الهديان
نواف الهديان مواليد 24 أبريل 1994 في، السعودية، هو لاعب كرة قدم سعودي .
مثل شباب نادي الهلال وأولمبي النصر وانظم بعدها إلى نادي المجزل .

## روابط خارجية
- نواف الهديان على موقع Soccerway.com (الإنجليزية)